# ریچارد بندلر
«ریچارد بندلر» (به انگلیسی: Richard Bandler) (متولد ۲۴ فوریه ۱۹۵۰) نویسنده آمریکایی و مربی در زمینه خود یاری است. او به همراه «جان گریندر» (به انگلیسی: John Grinder)از بنیانگذاران علم ان ال پی (برنامه‌ریزی عصبی – کلامی) است. وی دانشجوی ریاضیات بود و زمانی که از وی خواسته شد تا دست نوشتة سخنرانی‌های فریتز پرلز بنیانگذار گشتالت درمانی را برای کتاب‌های علمی و درمانی ویرایش کند، وی در حال مطالعهٔ تحقیقات پرلز بود. همچنین در همان زمان وی با ویرجینیا ساتیر یکی از نوابغ خانواده درمانی همکاری اش را آغاز کرد.
ریچارد زمانی که در دانشگاه کالیفرنیا در سانتاکروز دانشجو بود، جان گریندر را که در آن زمان استاد زبان‌شناسی بود، ملاقات کرد.
در سال ۱۹۷۴ بندلر و گریندر از الگوهای زبانی که توسط فریتز پرلز بنیانگذار گشتالت درمانی، ویرجینیا ساتیر روانشناس مشهور در حیطة خانواده درمانی و بهترین هیپنوتراپیست دکتر میلتون اریکسون، استفاده می‌شد، مدل‌برداری کردند، این الگوها را در کتابهای The structure of Magic Volumes I&II(1975,1976), Patterns if the Hypnotic Techniques of Milton H.Erickson, Volumes I&II(1975,1977) و Changing With Families (1976) منتشر نمودند. این کتابها پایه و اساس علم ان ال پی را تشکیل دادند.
تمرکز بیشتر ریچارد بندلر در آثار اخیرش معطوف به کاربردهای Submodalityها است. یعنی تغییر ماهرانه‌ای که می‌توان در تجربة حسی و نماد درونی آن در یک شخص ایجاد کرد.
وی به خاطر تجربه‌اش به عنوان یک موسیقی دان و به خاطر علاقه اشبه تئوری صدا و تأثیر عصب‌شناسی صداها فعالیتش را در زمینة Neuro-Sonics گسترش داد. تا بتوان با استفاده از کیفیات موسیقی و صدا، حالات درونی خاصی را ایجاد کرد. همچنین ریچارد به عنوان بنیانگذار تکنیکهای DHE (Design Human Engineering) نیز شناخته شده‌است.
در کنار نبوغ خلاقانه اش، ریچارد بندلر به خاطر شوخ‌طبعی، توانایی اش در استفاده از الگوهای زبانی پیچیده و روش آموزشی پویا و پر انرژی اش مشهور است.

## تالیفات
- Frogs into Princes)1979) (ان ال پی و تغییرات سریع فردی)
- NLP Volume I)1980)
- 1981 (Tranceformations)
- 1982 (Reframing)
- 1985 (Using your brain)
- 1988 (An Insider’s Guide to Sub-Modalities)
- 1993 (The Adventures of Anybody)
- 1993 (Time For a Change)
- 1996 (Persuasion Engineering)
- 2008 (Get The Life You Want: The Secrets to Quick and Lasting Life Change with Neuro-Linguistic Programming)
- 2014 (How to Take Charge of Your Life: The User's Guide to NLP. HarperCollins)

## آثار ترجمه‌شده به فارسی
1. سرگذشت «هرکس» در NLP
2. NLP و ایجاد تغییرات سریع فردی
3. به زندگی خود عظمت ببخشید
4. راهنمای ایجاد تغییر با استفاده از خلسه
5. زندگی خود را امروز تغییر دهید!: «جادوی تغییر»
6. اصول مشاوره و فنون روان درمانی با NLP (سطح پیشرفته)
7. جادوي كاميابي (ساختار جادو)[۳]